# Il romanzo della mummia
Il romanzo della mummia (Le Roman de la momie) è un romanzo sentimentale del 1903 scritto da Théophile Gautier.
È il numero 71 della serie Biblioteca Economica Newton.

## Trama

### Prologo
Non lontano dal Nilo, nella Valle dei Re, il giovane aristocratico inglese Lord Evandale e l'egittologo tedesco dottor Rumphius vengono aiutati dal truffatore greco Argyropoulos a scoprire una tomba intatta. Per più di 3500 anni, nessuno è entrato nella camera funeraria in cui riposa il sarcofago di un faraone. Ma quando il pesante coperchio di basalto nero è aperto, i due uomini trovano, con loro grande stupore, la mummia perfettamente conservata di una giovane donna di magnifica bellezza chiamata Tahoser. Dopo la scoperta di questa mummia, il romanzo racconta la sua storia e i suoi amori.

### La vita di Tahoser
Tahoser è una ragazza di sedici anni di grande bellezza ed è la figlia di un grande sacerdote d'Egitto, Petamounoph. Ella è amata da Ahmosis, ma lei è invece innamorata di un uomo leggermente più grande di lei, Poëri, un ebreo che ella si fa conoscere da lui con il nome di Hora, facendosi passare per una povera ragazza in cerca di asilo. Una sera, Tahoser segue Poëri per scoprire chi è colei che lui ama, e fa la conoscenza di Ra'hel, un'ebrea povera ma molto bella. A sua insaputa, però, Tahoser è stata notata dal Faraone, il quale la fa cercare per tutto l'Egitto avendo messo gli occhi su di lei.
Tahoser viene denunciata da Thamar, la fedele servitrice al seguito di Ra'hel, che ha una visione oscura di questa non ebrea che rischierebbe di allontanare Poëri da Ra'hel. Il faraone va a casa di Poëri e ordina a Tahoser di seguirlo. Tahoser è sbalordita nell'apprendere di essere oggetto dell'attenzione del faraone, mentre Thamar è ampiamente ricompensata per la sua denuncia. Sotto la guida della sua guida carismatica di Mosè, il popolo ebreo cerca di lasciare l'Egitto, e quando il faraone si oppone alle sue richieste, questi per rappresaglia invia le piaghe d'Egitto. Il Faraone alla fine capitola e permette agli ebrei di lasciare il paese, con grande gioia di Tahoser. Il Faraone si rimangia però il gesto, insegue gli ebrei e si prepara a massacrarli tutti, ma lui e il suo esercito vengono inghiottiti nelle acque del Mar Rosso. Gli ebrei possono quindi lasciare il paese e andare in Cananea.

### Epilogo
Il romanzo si conclude con un paragrafo che indica che Lord Evandale non si è mai sposato e che alcuni credono addirittura che si sarebbe segretamente innamorato del bellissima Tahoser, morta da trentacinque secoli.

## Edizioni
- Théophile Gautier, Il romanzo della mummia, collana Biblioteca Economica Newton n° 71, Newton Compton, 1858.